# The Party’s Over (album Talk Talk)
The Party’s Over – debiutancki album studyjny angielskiej grupy muzycznej Talk Talk, wydany w 1982 roku nakładem wytwórni fonograficznej EMI.

## Lista utworów
Opracowano na podstawie materiału źródłowego.
Wydanie LP:
Strona A:
| Nr | Tytuł utworu       | Słowa                  | Muzyka                                            | Długość |
| -- | ------------------ | ---------------------- | ------------------------------------------------- | ------- |
| 1. | „Talk Talk”        | Ed Hollis, Mark Hollis | Ed Hollis, Mark Hollis                            | 3:23    |
| 2. | „It’s So Serious”  | Mark Hollis            | Mark Hollis, Simon Brenner, Paul Webb, Lee Harris | 3:21    |
| 3. | „Today”            | Mark Hollis            | Mark Hollis, Simon Brenner, Paul Webb, Lee Harris | 3:30    |
| 4. | „The Party’s Over” | Mark Hollis            | Mark Hollis, Simon Brenner, Paul Webb, Lee Harris | 6:12    |
|    |                    |                        |                                                   | 16:26   |

Strona B:
| Nr | Tytuł utworu               | Słowa       | Muzyka                                            | Długość |
| -- | -------------------------- | ----------- | ------------------------------------------------- | ------- |
| 1. | „Hate”                     | Mark Hollis | Mark Hollis, Simon Brenner, Paul Webb, Lee Harris | 3:58    |
| 2. | „Have You Heard the News?” | Mark Hollis | Mark Hollis                                       | 5:07    |
| 3. | „Mirror Man”               | Mark Hollis | Mark Hollis                                       | 3:21    |
| 4. | „Another Word”             | Paul Webb   | Paul Webb                                         | 3:14    |
| 5. | „Candy”                    | Mark Hollis | Mark Hollis                                       | 4:41    |
|    |                            |             |                                                   | 20:21   |

## Twórcy
Opracowano na podstawie materiału źródłowego.
Muzycy:
- Mark Hollis – śpiew
- Simon Brenner – keyboardy
- Lee Harris – perkusja
- Paul Webb – gitara basowa

Produkcja:
- Colin Thurston - produkcja muzyczna
- Mike Robinson - miksowanie
- James Marsh – obraz na okładce